# Франкофоны

Распространённость французского языка

Франкофо́ны (лат. francus «франкский, французский» и др.-греч. φωνή «звук») в широком смысле — франкоязычное население планеты, то есть, население таких стран как Франция, Бельгия, Швейцария, Конго и многих других, входящих в так называемую Франкофонию, являющуюся результатом 4-вековой французской колонизации.
Крупнейший франкофонный город Земли — Киншаса.

## Канадский контекст
В более узком контексте канадского общества употребляется как демографический термин для обозначения франкоязычных жителей страны, составляющих 23,7 % населения страны (перепись 2001) в противовес англоязычным (англофоны, 59,2 %) или иноязычным (аллофоны, 17,1 %) гражданам.

### Франкоканадцы
Наиболее часто термин употребляется в статистике и публицистике по отношению к жителям канадской провинции Квебек (квебекцы) и франкоязычным жителям провинции Нью-Брансуик (акадийцы), с их сложной демолингвистической историей. В этих провинциях французский язык носит статус официального (в Нуво-Брансуике — одновременно с английским). Помимо них, франкоязычные меньшинства живут и в других провинциях Канады, из них наиболее крупную общность представляют собой франкоонтарийцы.

#### Квебек
| Языковой состав Квебека, родной язык, перепись 2006 | Языковой состав Квебека, родной язык, перепись 2006 | Языковой состав Квебека, родной язык, перепись 2006 | Языковой состав Квебека, родной язык, перепись 2006 | Языковой состав Квебека, родной язык, перепись 2006 |
| --------------------------------------------------- | --------------------------------------------------- | --------------------------------------------------- | --------------------------------------------------- | --------------------------------------------------- |
| франкофоны                                          |                                                     |                                                     | 79.6 %                                              |                                                     |
| аллофоны                                            |                                                     |                                                     | 12.2 %                                              |                                                     |
| англофоны                                           |                                                     |                                                     | 8.2 %                                               |                                                     |

## Бельгия
Термин франкофоны также употребляется в федеративном королевстве Бельгия для объединения понятий валлоны и брюссельцы, для которых родным в большинстве своём в настоящее время выступает французский язык. Им обычно противопоставляются нидерландофоны (фламандцы) и немцы восточных кантонов.

### Французский язык в мире
Термин широко употребляется в обоих официальных языках Канады, и особенно часто во французском языке по всему миру.